# Jaula de sentadillas

Atleta realizando dominadas en una jaula de sentadillas. Se aprecia la estructura general en forma de caja y, en negro, los soportes horizontales que actúan como topes de seguridad.

Una jaula de sentadillas es un equipo de entrenamiento con pesas diseñado para permitir el entrenamiento seguro empleando una barra libre, sin estar fija a la estructura como en la máquina smith. Se compone en su forma más básica de cuatro postes verticales, unidos entre sí formando una especie de caja o jaula, con dos soportes horizontales que pueden regularse en altura para formar un tope de seguridad al movimiento de la barra. Además suelen tener sujeciones para poder apoyar la barra empleada, de forma que se pueda empezar y acabar el movimiento sin necesidad de dejarla o tomarla del suelo.
El funcionamiento es sencillo: el atleta primero regula los soportes horizontales a la altura necesaria, y luego procede a realizar su ejercicio empleando la barra. Si en algún momento pierde las fuerzas o no puede seguir, los soportes actúan como tope inferior de la barra, deteniéndola y manteniendo así al usuario a salvo. 

## Usos
La jaula de sentadillas permite al atleta emplear pesos mucho mayores, con la seguridad de que si se cansa o le fallan las fuerzas no le caerán encima, ya que los soportes horizontales detendrán el movimiento. Permiten también entrenarse sin necesidad de ojeador. 
Por ejemplo, un atleta que quiera entrenar el press de banca puede hacerlo colocando la banca dentro de una jaula de sentadillas y graduando los soportes laterales para que queden justo por encima de su pecho. De esta forma, si se cansa y no es capaz de levantar la barra hasta sus sujeciones, le basta con bajar los brazos y dejar que esta descanse en los soportes, sin riesgo de que al bajar le aplaste el pecho.
También se puede hacer un uso más avanzado de la jaula de sentadillas empleando los soportes para limitar el rango de movimiento, y no solo como medida de seguridad. De esta forma se pueden emplear pesos mayores que si se usara el rango de movimiento completo. Siguiendo con el ejemplo anterior, el atleta podría poner los soportes unos centímetros por debajo de las sujeciones de la barra en lugar de justo por encima de su pecho; así, podría entrenar con pesos mucho mayores en un recorrido muy corto.

## Historia
Las jaulas de sentadillas se vienen empleando como tales desde hace mucho tiempo. Se hicieron populares en la década de 1960, cuando Terry Todd y el Dr. Craig Whitehead las usaron para probar su teoría de la fatiga máxima. Peary Reader les dedicó un largo artículo en la revista Iron Man.